# Hypocrita pylotes
Hypocrita pylotes är en fjärilsart som beskrevs av Druce 1884. Hypocrita pylotes ingår i släktet Hypocrita och familjen björnspinnare. Inga underarter finns listade i Catalogue of Life.